# Conselho Federal de Enfermagem
O Conselho Federal de Enfermagem (Cofen) é uma autarquia federal e órgão disciplinador do exercício da profissão dos profissionais de Enfermagem no Brasil. A entidade foi criada por meio da Lei 5.905 em 12 de julho de 1973 que também cria seus respectivos Conselhos Regionais de Enfermagem, órgãos sediados em cada capital dos estados brasileiros e que disciplina e fiscaliza o exercício profissional da Enfermagem observando as diretrizes gerais emitidas pelo Conselho Federal de Enfermagem.
O Cofen tem jurisdição em todo o território nacional, sede na Capital da República e suas principais atividades são: aprovar seu próprio regimento interno e os dos Conselhos Regionais; instalar os Conselhos Regionais; elaborar o Código de Deontologia de Enfermagem e alterá-lo quando necessário, ouvidos os Conselhos Regionais; baixar provimentos e expedir instruções, para uniformidade de procedimento e bom funcionamento dos Conselhos Regionais.

## História
Em agosto de 1926, era criada a Associação Nacional de Enfermeiras Diplomadas que, em 1954, passou a se chamar Associação Brasileira de Enfermagem (ABEn). Durante muitos anos a ABEn, dedicou-se na organização dos enfermeiros em suas lutas e reivindicações, incluindo movimentos de reconhecimento da profissão. Dentre os feitos da ABEn, no que tange às reivindicações, foi deflagrado, um movimento para a criação do Conselho Federal de Enfermagem (Cofen) e dos Conselhos Regionais de Enfermagem (Coren), idealizado a partir da necessidade sentida pelos enfermeiros de regular as atividades de enfermagem por meio de um órgão específico, tendo em vista que outros profissionais sem nenhum preparo técnico, também realizavam atividades de enfermagem.
Em 21 de setembro de 1972, a então presidente da ABEn Nacional, Glete de Alcântara, encaminhou ao Ministério do Trabalho e Previdência Social projeto para criação do Conselho Federal de Enfermagem e Conselhos Regionais, cujo papel principal seria defender e disciplinar o exercício profissional, representando, em juízo e fora dele, os interesses gerais e individuais da equipe de enfermagem, com o objetivo de assegurar a qualidade dos serviços prestados à sociedade.
O então Presidente da República Emílio Garrastazu Médici sancionou em 12 de julho de 1973 a Lei n° 5.905/73, que "Dispõe sobre a criação dos Conselhos Federal e Regionais de Enfermagem e dá outras providências", definidos, na ocasião, como autarquias federais de fiscalização profissional, vinculados ao Ministério do Trabalho.